# Englerophytum longipedicellatum
Englerophytum longipedicellatum là một loài thực vật có hoa trong họ Hồng xiêm. Loài này được (De Wild.) ined. mô tả khoa học đầu tiên.